# Рома, Джулио
Джулио Рома (итал. Giulio Roma; 16 сентября 1584, Милан, Миланское герцогство — 16 сентября 1652, Рим, Папская область) — итальянский куриальный кардинал. Губернатор Перуджи и Умбрии с 11 декабря 1619 по 19 января 1621. Епископ Реканати и Лорето с 17 марта 1621 по 21 августа 1634. Епископ Тиволи с 21 августа 1634 по 16 сентября 1652. Губернатор Веллетри с 29 апреля по 16 сентября 1652.Вице-декан Священной Коллегии Кардиналов с 23 октября 1645 по 29 апреля 1652. Декан Священной Коллегии Кардиналов с 29 апреля по 16 сентября 1652. Кардинал-священник с 11 января 1621, с титулом церкви Санта-Мария-сопра-Минерва с 3 марта 1621 по 28 марта 1639. Кардинал-священник с титулом церкви Санта-Прасседе с 28 марта 1639 по 13 июля 1644. Кардинал-епископ Фраскати с 13 июля 1644 по 23 октября 1645. Кардинал-епископ Порто и Санта Руфина с 23 октября 1645 по 29 апреля 1652. Кардинал-епископ Остии с 29 апреля по 16 сентября 1652.